# Polikarpov R-5
Polikarpov R-5 var ett sovjetiskt spanings- och bombflygplan från 1930-talet. Det var det vanligaste lätta bombplanet och spaningsplanet i Sovjetunionens flygvapen under en stor del av 1930-talet, samtidigt som det ofta användes som ett lätt civilt transportflygplan. Det byggdes i omkring 7 000 exemplar. 

## Utveckling och konstruktion
R-5 utvecklades av en konstruktionsbyrå som leddes av Nikolai Nikolaevich Polikarpov som en ersättning för R-1, som var ett tidigare standardflygplan inom Sovjetunionens flygvapen som lätt bombflygplan och spaningsplan. Det var ett tvåvingat flygplan med träkonstruktion.
En prototyp premiärflög hösten 1928, med en importerad tysk BMW VI tolvcylindrig motor. 
Serieproduktion av bomb- och spaningsplan påbörjades 1930 av flygplan med en Mikulin M17-motor, som var en licensbyggd kopia av BMW VI-motorn. Senare utvecklade versioner var sjöflygplan, markattackplan och transportflygplan.

## Användning

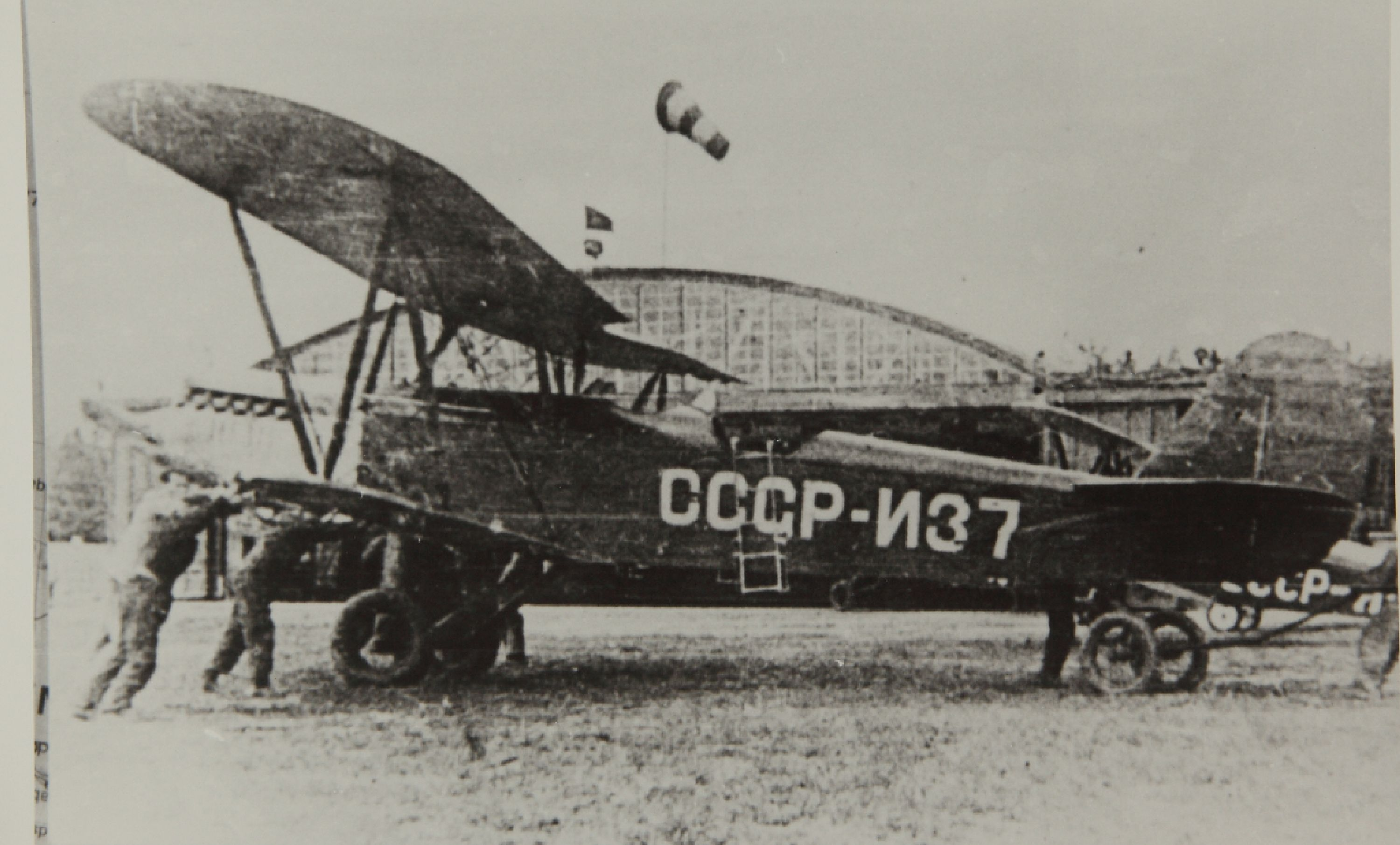
Polikarpov R-5

1 000 flygplan för Aeroflot, medan det sovjetiska flygvapnet, med början 1931, hade 5 000 exemplar. 
Civila versioner kunde ta 400 kg last, eller med förlängd kabin två passagerare.